# 井手洋子
井手 洋子（いで ようこ、1955年 - 2023年8月13日）は、日本の映画監督。佐賀県鹿島市出身。

## 経歴
佐賀県立鹿島高等学校卒業。1979年、明治学院大学文学部英文学科卒業。1985年にドキュメンタリー監督の羽田澄子と出会い、1986年、演出アシスタントとして映像制作の仕事に従事。同監督の『安心して老いるために』（1985年度キネマ旬報文化映画部門ベスト・ワン）、『歌舞伎役者 片岡仁左衛門』 で助監督としてつく。その後、独り立ちして、「仕事、君はどう思う？」、「東京のモダニズム建築　学校篇」、布川事件を扱ったドキュメンタリー映画『ショージとタカオ』などを監督。2012年4月に文芸春秋社より、単行本「ショージとタカオ」が刊行された。
2023年8月13日、間質性肺炎のため東京都内の病院で死去。68歳没。

## 作品
- スタートライン（1999年教育映画祭文部科学大臣賞）
- 仕事、君はどう思う?（2005年教育映像祭文部科学大臣賞、産業映像祭文部科学大臣賞）
- 東京のモダニズム建築 学校篇（2009年教育映像祭文部科学大臣賞）
- ショージとタカオ（平成23年度文化庁映画賞文化記録映画部門大賞、2010年第84回キネマ旬報ベストテン 文化映画部門 第1位、2011年釜山国際映画祭アジア部門　最優秀ドキュメンタリー賞、第66回毎日映画コンクール ドキュメンタリー映画賞、日本映画批評家大賞ドキュメンタリー作品賞、ドバイ国際映画祭　ベストヒューマンライツ賞）
- ゆうやけ子どもクラブ!（2019年製作）
- 木版摺更紗　鈴田滋人のわざ（2023年教育映画祭文部科学大臣賞、第97回キネマ旬報ベストテン文化映画部門第6位）

## 著書
- 『ショージとタカオ』文芸春秋、2012年4月